# The Wedding!
The Wedding! (укр. Весілля!) — сюжетна лінія в коміксах про Людину-павука, опублікована видавництвом Marvel Comics у щорічнику The Amazing Spider-Man Annual #21 за 1987 рік, і в якій Пітер Паркер (Людина-павук) одружується зі своєю дівчині Мері Джейн Вотсон. Розповідь була написана Девідом Мішеліні та ілюстрована художником Полом Райаном та Джоном Ромітою-молодшим. Дизайн весільної сукні Мері Джейн був розроблений реальним модельєром Віллі Смітом, а імпровізована церемонія з використанням акторів пройшла на нью-йоркському стадіоні Shea Stadium за участю Стена Лі.

## Сюжет
За допомогою своєї павутини, Людина-павук переміщається містом і стикається з Електро. Він перемагає його і вирушає додому, щоб знайти Мері Джейн Вотсон і обговорити деталі їхнього майбутнього возз'єднання. Мері Джейн вирушає на фотосесію, залишаючи Пітера подумати над тим, як він планує забезпечувати сім'ю.
Пітер бере фотографії його останньої бійки з Електро, щоб продати їх у The Daily Bugle, і з подивом виявляє, що співробітники редакції вирішили влаштувати вечірку на честь одруження Пітера та Ем-Джей. Через деякий час в офісі з'являється Джей Джон Джеймсон, який виявляється незадоволений тим, що його співробітники розважаються замість того, щоб працювати. Як тільки Пітер залишає редакцію, Джеймсон оголошує, що хоче скоротити зарплату для всіх, хто проігнорував роботу.
Пітер не міг заснути, прокручуючи в голові майбутнє весілля. Наступного ранку він, побачивши Мері Джейн, зависає на стелі і знову просить її вийти за нього заміж, на що Мері Джейн відповідає, що ненавидить очищати сліди на стелі. Обидва приховують свої побоювання з приводу весілля, що готується. Мері Джейн йде на зустріч зі своїм колишнім бойфрендом, який дарує їй два квитки до Парижа, скористатися якими можна лише у тому випадку, якщо вона пропустить весілля. Пітер йде до своєї тітки Мей, де вони згадують найкращі моменти знайомства з Ем-Джей. Через деякий час приїжджає і сама Ем-Джей зі своєю тіткою, і разом з Пітером вони оголошують про те, що мають намір одружитися. Мері Джейн їде на Ferrari зі своїм колишнім хлопцем, а Пітер вирушає додому на метро. Вони зустрічаються ввечері і вирішують ще раз обговорити доцільність одруження.
Наступного дня Флеш Томпсон і найкращий друг Гаррі Озборн влаштовують передвесільний хлопчак, на якому Пітер зізнається, що не впевнений у своєму рішенні взяти за дружину Мері Джейн. Друзі відповідають йому, що кохання переможе будь-які перешкоди. Тим часом Мері Джейн також вирушає на вечірку на іншому кінці міста. Після хлопчака Пітер приходить додому, де йому сняться кошмари, в яких юрби його ворогів нападають на Мері Джейн, а він не в змозі їй допомогти. Пітер прокидається в поту і дивується, що йому робити.
У день одруження в мерії Пітер і Мері Джейн спізнюються, змушуючи всіх нервувати. Вони з'являються в останню хвилину, а Мері Джейн веде до вівтаря її дядько, суддя Спенсер Вотсон. Мері Джейн віддає Пітеру квитки до Франції, якими колишній наречений намагався її спокусити, і вони вирушають у медовий місяць, щоб розпочати нове життя як містер та місіс Паркер.

### Spider-Man: One More Day
У спробі врятувати життя тітки Мей, Людина-Павук і Мері Джейн уклали угоду з демоном Мефісто в сюжетній лінії Spider-Man: One More Day і весілля було стерте з їхньої пам'яті.

### Spider-Man: One Moment in Time
Подробиці угоди з Мефісто були описані у сюжеті One Moment in Time. В рамках свого договору, Демон підлаштував напад на Людину-Павука, в результаті якого він пропустив своє весілля і в момент, коли Мері Джейн стояла біля вівтаря, Пітер лежав непритомний у провулку після удару по голові шлакоблоковою плитою. Дії Мефісто започаткували новий ланцюжок подій, і привели до розлучення Пітера і Мері Джейн.

## Поза коміксами
- У мультсеріалі «Людина-павук»(1994) була показана анімаційна версія одруження Людини-Павука та Мері Джейн (точніше, її клону, що з'ясувалося пізніше). Весілля намагався зірвати Зелений Гоблін II, який мав намір отримати Мері Джейн. На відміну від оригіналу, медовий місяць пари пройшов не в Парижі, а на Ніагарському водоспаді[5].